# Edward V. Robertson
Edward V. Robertson (Cardiff, 1881. május 27. – Pendleton, 1963. április 15.) az Amerikai Egyesült Államok szenátora (Wyoming, 1943–1949).